# Сонора (остров)

Остров Сонора (на английски: Sonora Island) е 30-ият по големина остров край западните брегове на Канада в Тихия океан. Площта му е 163 km2, която му отрежда 123-то място сред островите на Канада. Административно принадлежи към канадската провинция Британска Колумбия.
Островът заема стратегическо положение между западното крайбрежие на Британска Колумбия на североизток, от което го отделя протока Кордеро (минимална ширина 600 м) и североизточното крайбрежие на остров Ванкувър, от което го отделя протока Джонстън (минимална ширина 2,2 км). На 1,2 км на север, зад протока Юнг е остров Ист Търлоу, а на юг протока Окисоло го отделя от северното крайбрежие на по-големия остров Куадра. На 160 м на югоизток е крайбрежието на остров Маурейе, а на 500 м на изток – малкия остров Стюарт.
Крайбрежието на острова с дължина 85 км е слабо разчленено. Има само два характерни залива, на север Търстън и на юг Оуен Бей, които разнообразяват бреговата линия. От запад на изток дължината му е 19,5 км, а максималната му ширина от север на юг е 16,7 км.
По-голямата част на острова е хълмиста и нископланинска с максимална височина до 893 м (връх Сонора Пик) в най-източната част. Има няколко малки, изключително красиви и чисти езера: Флорънс (Florence, най-голямото на острова), Сейнт Обин (St Aubyn), Мичъл (Mitchell), Хайъсинт (Hyacinth), Дор (Dorr), Едит (Edith) и Хайдрик (Heidrick).
Климатът е умерен, морски, влажен. Голяма част от острова е покрита с гъсти иглолистни гори. На Сонора е създаден един провинциален парк „Търстън“ – в северната част, около залива Търстън, който предоставя идеални условия за опазване на местната флора и фауна. На източното крайбрежие има изградено курортно селище, което през летния сезон се посещава от стотици туристи, пристигащи да се насладят на очарованието и девствената природа на острова. От селището до източното крайбрежие на езерото Флорънс има прокаран 5-километров път.
Островът е открит през 1775 г. от испанската експедиция на вицеадмирал Бруно де Есета (1744-1807) и капитан Хуан Франсиско де ла Бодега и Куадра, командир на втория кораб „Сонора“, на името на който е кръстен острова.